# Eucalyptus decorticans
Eucalyptus decorticans là một loài thực vật có hoa trong Họ Đào kim nương. Loài này được (F.M.Bailey) Maiden mô tả khoa học đầu tiên năm 1921.